# Henricia ohshimai
Henricia ohshimai is een zeester uit de familie Echinasteridae.
De wetenschappelijke naam van de soort werd in 1935 gepubliceerd door Ryoji Hayashi.